# Tarik Elyounoussi
Tarik Elyounoussi (Al Hoceima, 1988. február 23.–) norvég válogatott labdarúgó.

## Pályafutása

### Klubcsapatokban
A labdarúgást a Fredrikstad FK csapatában kezdte. 69 bajnoki mérkőzésen lépett pályára és 19 gólt szerzett. 2008-ban a SC Heerenveen csapatához szerződött. 2009-ben holland labdarúgókupa címet szerzett. Később játszott még a Lillestrøm SK, Fredrikstad FK a Rosenborg BK és a TSG 1899 Hoffenheim csapatában. 2016-ban a PAE Olimbiakósz SZFP csapatához szerződött. 2017-ben görög bajnoki címet szerzett. 2018-ban az AIK Fotboll csapatához szerződött. 2018-ban svéd bajnoki címet szerzett.

### Válogatottban
2008-ban debütált a norvég válogatottban. A norvég válogatottban 57 mérkőzést játszott.

## Statisztika
| Norvég válogatott | Norvég válogatott | Norvég válogatott |
| Időszak           | Mérk.             | gól               |
| ----------------- | ----------------- | ----------------- |
| 2008              | 3                 | 1                 |
| 2009              | 0                 | 0                 |
| 2010              | 0                 | 0                 |
| 2011              | 1                 | 0                 |
| 2012              | 11                | 4                 |
| 2013              | 13                | 2                 |
| 2014              | 9                 | 2                 |
| 2015              | 2                 | 0                 |
| 2016              | 1                 | 0                 |
| 2017              | 6                 | 0                 |
| 2018              | 7                 | 0                 |
| 2019              | 7                 | 1                 |
| Összesen          | 60                | 10                |